# 思い橋
『思い橋』（おもいばし）は、1973年4月3日から同年9月25日までTBS系列局で放送されていたテレビドラマである。『木下恵介アワー』の作品第13作。
木下恵介プロダクション（現ドリマックス・テレビジョン）とTBSの共同製作。全26話。放送時間は毎週火曜 21:00 - 21:30 （日本標準時）。

## 概要
割烹旅館を中心に繰り広げられる人間ドラマを描いた作品。撮影は、埼玉県秩父市にある旅館「ホテル美やま」で行われた。
『木下恵介アワー』の作品は長らく火曜21:00枠で放送されていたが、本作をもってこの時間帯での放送を終了。次作『炎の旅路』からは水曜22:00枠での放送となった。
神奈川県横浜市にある放送ライブラリーには、本作初回の記録映像が保存されている。
なお近年では
- 千葉テレビにて2022年6月8日より
- BS松竹東急にて2024年2月9日より
- テレビ神奈川にて2024年4月1日より

いずれも全26話が再放送されている。

## 放送データ
- 放送期間：1973年4月3日 - 9月25日
- 放送日時：毎週火曜日 21:00-21:30
- 放送回数：全26回
- 放送形態：カラーフィルム作品

## キャスト
- 二上彩子：淡島千景 - 秩父の割烹旅館「二上」の女将。夫亡き後、十数年にわたって女の細腕で二上を支え、前妻の子である2人の娘を育ててきた。少し勝気でしっかりもの。
- 二上多美：上村香子 - 彩子の長女。二上を手伝っている。控えめな性格。
- 二上桂：松坂慶子 - 彩子の次女。秩父銘仙の織元「織庄」に勤務。活動的でお節介な性格。失恋で傷心していた多美の恋人にと北との仲を取り持とうとするが、彼女からの反発を招いてしまう。
- 北晴彦：藤岡弘 - 「トラベルチェーン」の有能な社員。二上を買収するために正体を隠して逗留を続けるが、次第に自らの有り様に疑問を持つようになる。
- 中西鶴吉：花沢徳衛 - 二上の板前。口喧しいが、情にもろい。
- 中西良男：仲雅美 - 鶴吉の息子。板場の手伝い、ボイラーマン、送迎バスの運転手をしている。
- 山下幸子：望月真理子 - 思い橋で身投げしたところを二上の人々に助けられ、その後旅館を手伝うことになる。
- 大須賀伸：荒谷公之 - 織庄の一人息子。桂とは友達以上恋人未満の関係。
- 大須賀：野々村潔 - 織庄の社長。伸の父親。
- 従業員：村上記代、木村賢治 - 織庄の従業員。
- 静子：相生千恵子 - 二上の女中。
- 竹子：大橋澄子 - 二上の女中。
- 吉野：玉川伊佐男 - トラベルチェーンの開発課課長で、北の直属の上司。北の様子を見に秩父まで出向いてくる。
- 大庭：土紀養児 - トラベルチェーンの専務。
- 社員：小峰陽子、坂田多恵子  - トラベルチェーンの社員。
- 管理人：近松麗江 - 北の下宿の管理人のおばさん。
- 警官：曾我廼家一二三 - 警官。
- 師匠：水木涼子 - 多美の茶道の師匠。
- 田代：島津元 - 多美の元恋人。
- 高沢正紀：山本聡 - 幸子の元恋人。吉野の甥。
- 山下：浅野進治郎 - 幸子の父。
- 呉服屋：太宰久雄 - 二上に営業に来る呉服屋。
- 店員：東谷弓子  - 喫茶店「モンモランシー」の店員。
- ボーイ：松下努  - 北と桂が訪れた東京のレストランのボーイ。
- 観光客：大杉侃二朗、秩父晴子 、戸川美子、谷よしの - 北が手配した150人の日帰り団体客。

## スタッフ
- 企画：木下恵介
- 脚本：高橋玄洋
- 演出：中村登、山田高道、桜井秀雄、岩城其美夫
- 音楽：木下忠司
- プロデューサー：飯島敏宏、小梶正治
- 制作協力：松竹株式会社
- 制作：木下恵介プロダクション、TBS

## 主題歌
「夢は流れて」
作詞：ヒロコ・ムトー / 作曲：木下忠司 / 唄：ひごじゅんこ